# Házená na Letních olympijských hrách 2024 – turnaj žen
Házenkářský turnaj žen na Letních olympijských hrách 2024 je 13. ročníkem ženského turnaje na Letních olympijských hrách. Koná se od 25. července do 10. srpna 2024.

## Skupina A
Všechny časy jsou místní (UTC+2).
| Poř. | tým         | Z | V | R | P | VB | OB | +/− | B | výsledek    |
| ---- | ----------- | - | - | - | - | -- | -- | --- | - | ----------- |
| 1.   | Dánsko      | 1 | 1 | 0 | 0 | 27 | 19 | +8  | 2 | Čtvrtfinále |
| 2.   | Švédsko     | 1 | 1 | 0 | 0 | 32 | 28 | +4  | 2 | Čtvrtfinále |
| 3.   | Jižní Korea | 1 | 1 | 0 | 0 | 23 | 22 | +1  | 2 | Čtvrtfinále |
| 4.   | Německo     | 1 | 0 | 0 | 1 | 22 | 23 | -1  | 0 | Čtvrtfinále |
| 5.   | Norsko      | 1 | 0 | 0 | 1 | 28 | 32 | -4  | 0 |             |
| 6.   | Slovinsko   | 1 | 0 | 0 | 1 | 19 | 27 | -8  | 0 |             |

| 25. července 2024 09:00 | Slovinsko      | 19 : 27   | Dánsko              | Výstaviště Porte de Versailles, Paříž Rozhodčí: Brunner, Salah |
| 25. července 2024 09:00 | Gros, Stanko 5 | (11 : 14) | Friis, Østergaard 5 | Výstaviště Porte de Versailles, Paříž Rozhodčí: Brunner, Salah |
| 25. července 2024 09:00 | 6× 1×          | Report    | 5× 1×               | Výstaviště Porte de Versailles, Paříž Rozhodčí: Brunner, Salah |

| 25. července 2024 16:00 | Německo | 22 : 23   | Jižní Korea    | Výstaviště Porte de Versailles, Paříž Počet diváků: 5 765 Rozhodčí: Belkhiri, Hamidi |
| 25. července 2024 16:00 | Döll 6  | (10 : 11) | Kang K., Ryu 6 | Výstaviště Porte de Versailles, Paříž Počet diváků: 5 765 Rozhodčí: Belkhiri, Hamidi |
| 25. července 2024 16:00 | 2×      | Report    | 2× 1×          | Výstaviště Porte de Versailles, Paříž Počet diváků: 5 765 Rozhodčí: Belkhiri, Hamidi |

| 25. července 2024 21:00 | Norsko          | 28 : 32   | Švédsko  | Výstaviště Porte de Versailles, Paříž Počet diváků: 5 808 Rozhodčí: García, Marín |
| 25. července 2024 21:00 | Mørk, Oftedal 7 | (17 : 15) | Hagman 8 | Výstaviště Porte de Versailles, Paříž Počet diváků: 5 808 Rozhodčí: García, Marín |
| 25. července 2024 21:00 | 3× 1×           | Report    | 5× 1×    | Výstaviště Porte de Versailles, Paříž Počet diváků: 5 808 Rozhodčí: García, Marín |

| 28. července 2024 11:00 | Jižní Korea | vs. | Slovinsko | Výstaviště Porte de Versailles, Paříž |
| 28. července 2024 11:00 |             |     |           | Výstaviště Porte de Versailles, Paříž |
| 28. července 2024 11:00 |             |     |           | Výstaviště Porte de Versailles, Paříž |

| 28. července 2024 14:00 | Švédsko | vs. | Německo | Výstaviště Porte de Versailles, Paříž |
| 28. července 2024 14:00 |         |     |         | Výstaviště Porte de Versailles, Paříž |
| 28. července 2024 14:00 |         |     |         | Výstaviště Porte de Versailles, Paříž |

| 28. července 2024 16:00 | Dánsko | vs. | Norsko | Výstaviště Porte de Versailles, Paříž |
| 28. července 2024 16:00 |        |     |        | Výstaviště Porte de Versailles, Paříž |
| 28. července 2024 16:00 |        |     |        | Výstaviště Porte de Versailles, Paříž |

| 30. července 2024 09:00 | Německo | vs. | Slovinsko | Výstaviště Porte de Versailles, Paříž |
| 30. července 2024 09:00 |         |     |           | Výstaviště Porte de Versailles, Paříž |
| 30. července 2024 09:00 |         |     |           | Výstaviště Porte de Versailles, Paříž |

| 30. července 2024 11:00 | Norsko | vs. | Jižní Korea | Výstaviště Porte de Versailles, Paříž |
| 30. července 2024 11:00 |        |     |             | Výstaviště Porte de Versailles, Paříž |
| 30. července 2024 11:00 |        |     |             | Výstaviště Porte de Versailles, Paříž |

| 30. července 2024 21:00 | Švédsko | vs. | Dánsko | Výstaviště Porte de Versailles, Paříž |
| 30. července 2024 21:00 |         |     |        | Výstaviště Porte de Versailles, Paříž |
| 30. července 2024 21:00 |         |     |        | Výstaviště Porte de Versailles, Paříž |

| 1. srpna 2024 11:00 | Jižní Korea | vs. | Švédsko | Výstaviště Porte de Versailles, Paříž |
| 1. srpna 2024 11:00 |             |     |         | Výstaviště Porte de Versailles, Paříž |
| 1. srpna 2024 11:00 |             |     |         | Výstaviště Porte de Versailles, Paříž |

| 1. srpna 2024 19:00 | Německo | vs. | Dánsko | Výstaviště Porte de Versailles, Paříž |
| 1. srpna 2024 19:00 |         |     |        | Výstaviště Porte de Versailles, Paříž |
| 1. srpna 2024 19:00 |         |     |        | Výstaviště Porte de Versailles, Paříž |

| 1. srpna 2024 21:00 | Slovinsko | vs. | Norsko | Výstaviště Porte de Versailles, Paříž |
| 1. srpna 2024 21:00 |           |     |        | Výstaviště Porte de Versailles, Paříž |
| 1. srpna 2024 21:00 |           |     |        | Výstaviště Porte de Versailles, Paříž |

| 3. srpna 2024 16:00 | Slovinsko | vs. | Švédsko | Výstaviště Porte de Versailles, Paříž |
| 3. srpna 2024 16:00 |           |     |         | Výstaviště Porte de Versailles, Paříž |
| 3. srpna 2024 16:00 |           |     |         | Výstaviště Porte de Versailles, Paříž |

| 3. srpna 2024 19:00 | Norsko | vs. | Německo | Výstaviště Porte de Versailles, Paříž |
| 3. srpna 2024 19:00 |        |     |         | Výstaviště Porte de Versailles, Paříž |
| 3. srpna 2024 19:00 |        |     |         | Výstaviště Porte de Versailles, Paříž |

| 3. srpna 2024 21:00 | Dánsko | vs. | Jižní Korea | Výstaviště Porte de Versailles, Paříž |
| 3. srpna 2024 21:00 |        |     |             | Výstaviště Porte de Versailles, Paříž |
| 3. srpna 2024 21:00 |        |     |             | Výstaviště Porte de Versailles, Paříž |

## Skupina B
Všechny časy jsou místní (UTC+2).
| Poř. | tým        | Z | V | R | P | VB | OB | +/− | B | výsledek    |
| ---- | ---------- | - | - | - | - | -- | -- | --- | - | ----------- |
| 1.   | Brazílie   | 1 | 1 | 0 | 0 | 29 | 18 | +11 | 2 | Čtvrtfinále |
| 2.   | Nizozemsko | 1 | 1 | 0 | 0 | 34 | 31 | +3  | 2 | Čtvrtfinále |
| 3.   | Francie    | 1 | 1 | 0 | 0 | 31 | 28 | +3  | 2 | Čtvrtfinále |
| 4.   | Angola     | 1 | 0 | 0 | 1 | 28 | 31 | -3  | 0 | Čtvrtfinále |
| 5.   | Maďarsko   | 1 | 0 | 0 | 1 | 31 | 34 | -3  | 0 |             |
| 6.   | Španělsko  | 1 | 0 | 0 | 1 | 18 | 29 | -11 | 0 |             |

| 25. července 2024 11:00 | Nizozemsko          | 34 : 31   | Angola            | Výstaviště Porte de Versailles, Paříž Počet diváků: 5 765 Rozhodčí: Kuttler, Merz |
| 25. července 2024 11:00 | Malestein, Polman 8 | (19 : 18) | Nenganga, Paulo 6 | Výstaviště Porte de Versailles, Paříž Počet diváků: 5 765 Rozhodčí: Kuttler, Merz |
| 25. července 2024 11:00 | 1×                  | Report    | 3×                | Výstaviště Porte de Versailles, Paříž Počet diváků: 5 765 Rozhodčí: Kuttler, Merz |

| 25. července 2024 14:00 | Španělsko | 18 : 29   | Brazílie            | Výstaviště Porte de Versailles, Paříž Počet diváků: 5 765 Rozhodčí: Kurtagic, Wetterwik |
| 25. července 2024 14:00 | López 5   | (10 : 15) | de Paula, Matieli 6 | Výstaviště Porte de Versailles, Paříž Počet diváků: 5 765 Rozhodčí: Kurtagic, Wetterwik |
| 25. července 2024 14:00 | 5×        | Report    | 5×                  | Výstaviště Porte de Versailles, Paříž Počet diváků: 5 765 Rozhodčí: Kurtagic, Wetterwik |

| 25. července 2024 19:00 | Maďarsko  | 28 : 31   | Francie     | Výstaviště Porte de Versailles, Paříž Rozhodčí: García, Paolantoni |
| 25. července 2024 19:00 | Kuczora 8 | (12 : 15) | Nze Minko 6 | Výstaviště Porte de Versailles, Paříž Rozhodčí: García, Paolantoni |
| 25. července 2024 19:00 | 1×        | Report    | 2× 1×       | Výstaviště Porte de Versailles, Paříž Rozhodčí: García, Paolantoni |

| 28. července 2024 09:00 | Brazílie | vs. | Maďarsko | Výstaviště Porte de Versailles, Paříž |
| 28. července 2024 09:00 |          |     |          | Výstaviště Porte de Versailles, Paříž |
| 28. července 2024 09:00 |          |     |          | Výstaviště Porte de Versailles, Paříž |

| 28. července 2024 19:00 | Angola | vs. | Španělsko | Výstaviště Porte de Versailles, Paříž |
| 28. července 2024 19:00 |        |     |           | Výstaviště Porte de Versailles, Paříž |
| 28. července 2024 19:00 |        |     |           | Výstaviště Porte de Versailles, Paříž |

| 28. července 2024 21:00 | Francie | vs. | Nizozemsko | Výstaviště Porte de Versailles, Paříž |
| 28. července 2024 21:00 |         |     |            | Výstaviště Porte de Versailles, Paříž |
| 28. července 2024 21:00 |         |     |            | Výstaviště Porte de Versailles, Paříž |

| 30. července 2024 14:00 | Nizozemsko | vs. | Španělsko | Výstaviště Porte de Versailles, Paříž |
| 30. července 2024 14:00 |            |     |           | Výstaviště Porte de Versailles, Paříž |
| 30. července 2024 14:00 |            |     |           | Výstaviště Porte de Versailles, Paříž |

| 30. července 2024 16:00 | Maďarsko | vs. | Angola | Výstaviště Porte de Versailles, Paříž |
| 30. července 2024 16:00 |          |     |        | Výstaviště Porte de Versailles, Paříž |
| 30. července 2024 16:00 |          |     |        | Výstaviště Porte de Versailles, Paříž |

| 30. července 2024 19:00 | Francie | vs. | Brazílie | Výstaviště Porte de Versailles, Paříž |
| 30. července 2024 19:00 |         |     |          | Výstaviště Porte de Versailles, Paříž |
| 30. července 2024 19:00 |         |     |          | Výstaviště Porte de Versailles, Paříž |

| 1. srpna 2024 09:00 | Nizozemsko | vs. | Brazílie | Výstaviště Porte de Versailles, Paříž |
| 1. srpna 2024 09:00 |            |     |          | Výstaviště Porte de Versailles, Paříž |
| 1. srpna 2024 09:00 |            |     |          | Výstaviště Porte de Versailles, Paříž |

| 1. srpna 2024 14:00 | Španělsko | vs. | Maďarsko | Výstaviště Porte de Versailles, Paříž |
| 1. srpna 2024 14:00 |           |     |          | Výstaviště Porte de Versailles, Paříž |
| 1. srpna 2024 14:00 |           |     |          | Výstaviště Porte de Versailles, Paříž |

| 1. srpna 2024 16:00 | Angola | vs. | Francie | Výstaviště Porte de Versailles, Paříž |
| 1. srpna 2024 16:00 |        |     |         | Výstaviště Porte de Versailles, Paříž |
| 1. srpna 2024 16:00 |        |     |         | Výstaviště Porte de Versailles, Paříž |

| 3. srpna 2024 09:00 | Maďarsko | vs. | Nizozemsko | Výstaviště Porte de Versailles, Paříž |
| 3. srpna 2024 09:00 |          |     |            | Výstaviště Porte de Versailles, Paříž |
| 3. srpna 2024 09:00 |          |     |            | Výstaviště Porte de Versailles, Paříž |

| 3. srpna 2024 11:00 | Španělsko | vs. | Francie | Výstaviště Porte de Versailles, Paříž |
| 3. srpna 2024 11:00 |           |     |         | Výstaviště Porte de Versailles, Paříž |
| 3. srpna 2024 11:00 |           |     |         | Výstaviště Porte de Versailles, Paříž |

| 3. srpna 2024 14:00 | Brazílie | vs. | Angola | Výstaviště Porte de Versailles, Paříž |
| 3. srpna 2024 14:00 |          |     |        | Výstaviště Porte de Versailles, Paříž |
| 3. srpna 2024 14:00 |          |     |        | Výstaviště Porte de Versailles, Paříž |

## Vyřazovací fáze
Všechny časy jsou místní (UTC+2).

### Pavouk
|  | Čtvrtfinále           | Čtvrtfinále |                        |  | Semifinále | Semifinále |  |  | Finále                 | Finále |
|  |                       |             |                        |  |            |            |  |  |                        |        |
|  | 7. srpna 2024 – Lille |             |                        |  |            |            |  |  |                        |        |
|  |                       |             |                        |  |            |            |  |  |                        |        |
|  |                       |             |                        |  |            |            |  |  |                        |        |
|  | 9. srpna 2024 – Lille |             |                        |  |            |            |  |  |                        |        |
|  |                       |             |                        |  |            |            |  |  |                        |        |
|  |                       |             |                        |  |            |            |  |  |                        |        |
|  | 7. srpna 2024 – Lille |             |                        |  |            |            |  |  |                        |        |
|  |                       |             |                        |  |            |            |  |  |                        |        |
|  |                       |             |                        |  |            |            |  |  |                        |        |
|  |                       |             | 11. srpna 2024 – Lille |  |            |            |  |  |                        |        |
|  |                       |             |                        |  |            |            |  |  |                        |        |
|  |                       |             |                        |  |            |            |  |  |                        |        |
|  | 7. srpna 2024 – Lille |             |                        |  |            |            |  |  |                        |        |
|  |                       |             |                        |  |            |            |  |  |                        |        |
|  |                       |             |                        |  |            |            |  |  |                        |        |
|  | 9. srpna 2024 – Lille |             |                        |  |            |            |  |  |                        |        |
|  |                       |             |                        |  |            |            |  |  |                        |        |
|  |                       |             | Třetí místo            |  |            |            |  |  |                        |        |
|  | 7. srpna 2024 – Lille |             |                        |  |            |            |  |  |                        |        |
|  |                       |             |                        |  |            |            |  |  |                        |        |
|  |                       |             |                        |  |            |            |  |  |                        |        |
|  |                       |             |                        |  |            |            |  |  |                        |        |
|  |                       |             |                        |  |            |            |  |  |                        |        |
|  |                       |             |                        |  |            |            |  |  |                        |        |
|  |                       |             |                        |  |            |            |  |  | 11. srpna 2024 – Lille |        |
|  |                       |             |                        |  |            |            |  |  |                        |        |

### Čtvrtfinále
| 7. srpna 2024 | ' | vs. | ' | Stade Pierre-Mauroy, Lille |
| 7. srpna 2024 |   |     |   | Stade Pierre-Mauroy, Lille |
| 7. srpna 2024 |   |     |   | Stade Pierre-Mauroy, Lille |

| 7. srpna 2024 | ' | vs. | ' | Stade Pierre-Mauroy, Lille |
| 7. srpna 2024 |   |     |   | Stade Pierre-Mauroy, Lille |
| 7. srpna 2024 |   |     |   | Stade Pierre-Mauroy, Lille |

| 7. srpna 2024 | ' | vs. | ' | Stade Pierre-Mauroy, Lille |
| 7. srpna 2024 |   |     |   | Stade Pierre-Mauroy, Lille |
| 7. srpna 2024 |   |     |   | Stade Pierre-Mauroy, Lille |

| 7. srpna 2024 | ' | vs. | ' | Stade Pierre-Mauroy, Lille |
| 7. srpna 2024 |   |     |   | Stade Pierre-Mauroy, Lille |
| 7. srpna 2024 |   |     |   | Stade Pierre-Mauroy, Lille |

### Semifinále
| 9. srpna 2024 | ' | vs. | ' | Stade Pierre-Mauroy, Lille |
| 9. srpna 2024 |   |     |   | Stade Pierre-Mauroy, Lille |
| 9. srpna 2024 |   |     |   | Stade Pierre-Mauroy, Lille |

| 9. srpna 2024 | ' | vs. | ' | Stade Pierre-Mauroy, Lille |
| 9. srpna 2024 |   |     |   | Stade Pierre-Mauroy, Lille |
| 9. srpna 2024 |   |     |   | Stade Pierre-Mauroy, Lille |

### O 3. místo
| 11. srpna 2024 | ' | vs. | ' | Stade Pierre-Mauroy, Lille |
| 11. srpna 2024 |   |     |   | Stade Pierre-Mauroy, Lille |
| 11. srpna 2024 |   |     |   | Stade Pierre-Mauroy, Lille |

### Finále
| 11. srpna 2024 | ' | vs. | ' | Stade Pierre-Mauroy, Lille |
| 11. srpna 2024 |   |     |   | Stade Pierre-Mauroy, Lille |
| 11. srpna 2024 |   |     |   | Stade Pierre-Mauroy, Lille |

## Konečné pořadí
| Poř.             | tým     |
| ---------------- | ------- |
| Zlatá medaile    | Norsko  |
| Stříbrná medaile | Francie |
| Bronzová medaile | Dánsko  |
| 4.               | Švédsko |
| 5.               |         |
| 6.               |         |
| 7.               |         |
| 8.               |         |
| 9.               |         |
| 10.              |         |
| 11.              |         |
| 12.              |         |